# Цвет черёмухи
Цвет черёмухи — российский сериал, снятый в 2012 году от создателей Сериала «Райские яблочки». Премьера состоялась 13 августа 2012 На канале Россия 1.

## Сюжет
Начало 1960-х годов. Александра и Нина — подруги с детства, впереди у них поступление в медицинский институт в Москве и блестящее будущее. Они очень разные. Нина — начитанная, умная девушка, готовая посвятить свою жизнь медицине и людям. А вот Шура — полная противоположность Нине, красивая, сильная и яркая девушка. Но их объединяет крепкая дружба с самого детства и все преграды они готовы преодолевать рука об руку. В Москве девушкам не составляет труда поступить в институт, тем более, что Шура довольно быстро знакомится с профессором и его семьей. Именно дружба Нины, Шуры и Антона, сына профессора, доставляет немало хлопот его матери, Лидии Васильевне. Она мечтает женить сына на дочери своей подруги Стелле. Тем временем в деревне Заряново, откуда девушки приехали в Москву, кипят страсти…

## В ролях
Янина Соколовская — Таисия
Дмитрий Назаров — Савелий
Анастасия Маринина — Шура
Александра Титова — Нина
Полина Нечитайло — Зоя
Андрей Биланов — Николай
Владислав Погиба — Степан
Игорь Стам — Антон
Алеса Качер — Рада
Александр Пашков — Трофим
Людмила Гамуряк — Нюра

## Съемочная группа
Режиссёр-постановщик — Анна Лобанова
Оператор — Михаил Глухов
Композитор — Евсей Евсеев
Продюсер — Нонна Агаджанова

## Премьера
Премьера на Украине — 3 марта 2012. В России — 13 августа 2012.